# Gomgashtei dar Aragh
Gomgashtei dar Aragh (en persa: گمگشته در عراق‎, en inglés: Marooned in Iraq; también conocida como en persa: آوازهای سرزمین مادریام‎, en español: 'Canciones de la tierra de mi madre', en inglés: Songs of My Motherland) es una película del director kurdo iraní Bahman Ghobadi, estrenada en 2002. Es su segundo largometraje después de Un tiempo para caballos borrachos, la película que le lanzó a la fama.

## Sinopsis
Después de la primera guerra del Golfo al inicio de la década de 1990, un viejo maestro de música kurdo, que vive en una aldea del Kurdistán iraní cerca de la frontera con Irak, convoca a sus dos hijos, también músicos, para que le acompañen en una azarosa búsqueda: encontrar a su exmujer, una cantante que se marchó a Irak después de que la revolución iraní de 1979 prohibiese a las mujeres cantar en público, y que podría encontrarse en peligro al otro lado de la frontera.

## Sobre la película
Filmada poco antes de la segunda guerra del Golfo, la película se ambienta años antes, cuando Sadam Huseín bombardeaba y gaseaba las poblaciones kurdas de Irak. Si bien Ghobadi no recrea directamente los ataques, que se sugieren mediante el zumbido de los cazas sobrevolando la región y ruidos de explosiones, muestra sus consecuencias: pueblos devastados, personas hacinadas en campos de refugiados, fosas comunes...
Es una road movie que conduce del Kurdistán iraní hacia el Kurdistán iraquí, recorriendo las montañas que marcan la frontera entre los dos países. Este formato, según el director, es particularmente apropiado tratándose de kurdos, cuya vida está marcada por desplazamientos permanentes debido a las migraciones forzadas o huyendo de las guerras y de la represión. Es una población en perpetuo movimiento que casi se ha convertido en un pueblo nómada.
Los tres protagonistas son unos conocidos músicos kurdos, Shahab Ebrahimi (Mirza), Faegh Mohammadi (Barat) y Allah-Morad Rashtian (Audeh). Para preparar la película y conocerles mejor, Ghobadi vivió un tiempo con ellos antes de que empezara el rodaje. No les dio ningún guion, solo indicaciones básicas sobre las que les dejaba improvisar. El resto del reparto tampoco cuenta con actores profesionales, sino que actúan los habitantes de los pueblos que van atravesando. Abundan las escenas de ceremonias, costumbres y actitudes típicamente kurdas, acompañadas por muchas canciones y música. La película arranca como una comedia costumbrista, pero según los músicos van acercándose a la frontera, el tono general de la película se torna más sombrío y dramático.

## Premios
- Festival de Cannes (France) 2002:
  - Premio François Chalais
- Festival Internacional de Cine de Chicago (EE. UU.) 2002:
  - Placa de Oro (Bahman Ghobadi rechazó el premio en protesta porque el gobierno de los Estados Unidos le negó el visado de entrada al país unas semanas después de que también se lo negasen a Abbas Kiarostami cuando iba a participar en el Festival de Cine de Nueva York.)[3]
- Festival Internacional de Cine de São Paulo (Brasil) 2002:
  - Premio del Jurado Internacional
- Festival Internacional de Cine de Tromsø (Tromsø, Noruega) 2003:
  - Premio Aurora
  - Premio Don Quixote